# فرنسيس بي. لوميس
فرنسيس بي. لوميس هو صحفي ودبلوماسي وسياسي أمريكي، ولد في 27 يوليو 1861 في مارييتا في الولايات المتحدة، وتوفي في 4 أغسطس 1948 في سان فرانسيسكو في الولايات المتحدة. نشط حزبياً في الحزب الجمهوري.